# Romana Šalehar
Romana Šalehar slovenska igralka, *  18. julij 1969, Novo mesto.
Študirala je igro in umetniško besedo na AGRFT, kjer je diplomirala leta 1995. Leta 1999 se je zaposlila v Slovenskem mladinskem gledališču, s katerim je honorarno sodelovala že prej, hkrati pa sodeluje tudi z drugimi gledališči ter z Radiem Slovenija. Tako je v preteklosti že večkrat sodelovala z režiserjema Draganom Živadinovom in Matjažem Bergerjem. Poleg gledališča se ukvarja tudi s sinhronizacijo, svoj glas je namreč posodila tudi številnim junakom risanih filmov.
Za svoje delo je leta 2000 prejela Župančičevo nagrado za vloge v predstavah Glas (Rihard II., Henrik V., Rihard III.), Sen kresne noči in Utva.